# Bodens vattenkraftverk
Bodens vattenkraftverk är ett vattenkraftverk i Luleälven i Boden. Kraftverket anlades 1967–1972 och ägs av Vattenfall Vattenkraft AB.

## Källor

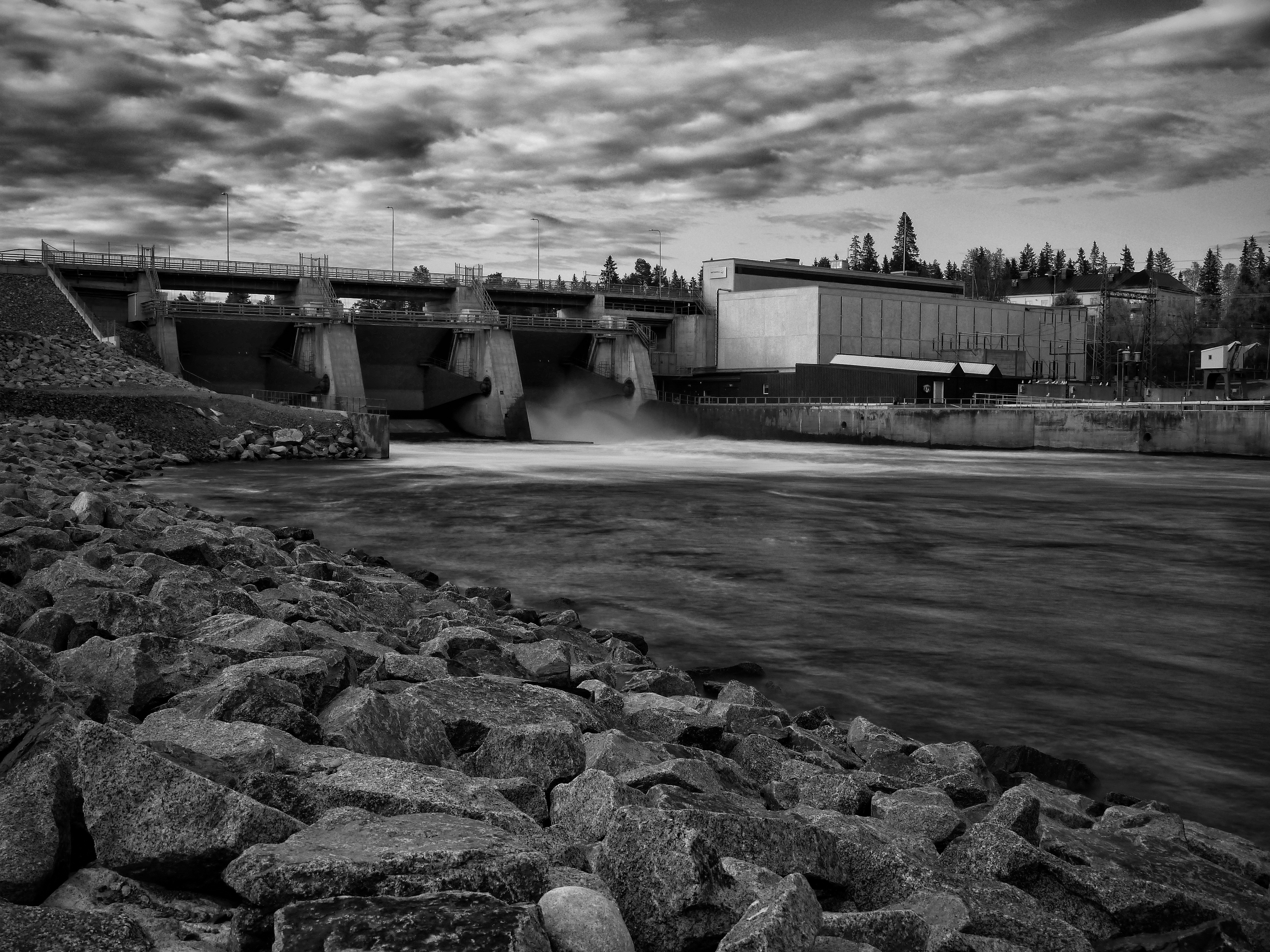
Bodens vattenkraftverk, 2013